# Schoeniophylax phryganophilus
Schoeniophylax phryganophilus е вид птица от семейство Furnariidae, единствен представител на род Schoeniophylax.

## Разпространение
Видът е разпространен в Аржентина, Боливия, Бразилия, Парагвай и Уругвай.